# 羅伯·威爾森
羅伯·威爾森（英語：Robert Wilson，1941年10月4日—2025年7月31日），1941年10月4日出生於美國德克薩斯州韋科市，美國戲劇導演、舞台設計師。被譽為“實驗戲劇界的領軍人物，也是在舞台上利用時間和空間的探索者。”（《紐約時報》）自20世紀60年代末以來，他一直致力於後現代演出藝術的開拓與探索。

## 生平
羅伯·威爾森1941年生於德克薩斯州的韋科，在德克薩斯州大學（University of Texas）和布魯克林的普瑞特藝術學院（Pratt Institute in Brooklyn）學習。他在1960年代中期創立了以駐於紐約的表演團體 “伯德·霍夫曼伯德學校”（The Byrd Hoffman School of Byrds），並創作了他的第一批標誌性作品，包括《聾人一瞥》（Deafman Glance）（1970年）和《給維多利亞女王的一封信》（A Letter for Queen Victoria）（1974-75年）。 
他與菲利普·格拉斯（Philip Glass）合作，創作了具開創性的歌劇《沙灘上的愛因斯坦》（Einstein on the Beach）（1976年）。1998年，由傑西·諾曼（Jessye Norman）出演的名作《藍鬍子公爵的城堡》（Bluebeard's Castle）與《期待》（Expecation）在薩爾茨堡音樂節（Salzburg Festival）上首演。威爾遜藝術上的夥伴包括一眾作家和音樂家，如海納·穆勒（Heiner Müller）、湯姆·威茨 (Tom Waits)、蘇珊·桑塔格 (Susan Sontag)、勞里·安德森 (Laurie Anderson)、威廉·柏洛茲 (William Burroughs)、盧·里德（Lou Reed）和安娜·卡維 (Anna Calvi)。他還在貝克特的《克拉普最後的錄音帶》（Beckett's Krapp's Last Tape）、布萊希特和威爾的《三重唱》（Brecht/Weill's Threepenny Opera）、德彪西的《佩利亞斯和梅利桑德》（Debussy's Pelléas et Melisande）、歌德的《浮士德》（Goethe's Faust）、荷馬的《奧德賽》（Homer's Odyssey）、讓·德·拉封丹的《寓言》（Jean de la Fontaine's Fables）、普契尼的《蝴蝶夫人》（Puccini's Madama Butterfly）、威爾第的《茶花女》（Verdi's La Traviata）和索福克勒斯的《伊底帕斯王》（Sophocles' Oedipus）等大師作品中留下了他的印記。
威爾森的素描、繪畫和雕塑作品已在數百個個展和群展中展出，並成為國際級的私人收藏及博物館館藏。 
2024年，羅伯·威爾森與著名華人戲劇家賴聲川、加拿大戲劇家羅伯特·勒帕吉在位於江西省贛州市會昌縣的會昌戲劇小鎮展開三人對談，共同探討“世界劇場在中國的一個小鎮”。 2025年，羅伯·威爾森將於會昌戲劇小鎮駐鎮創作全新作品，此項目面向全球招募演員，羅伯·威爾森於2024年12月2日來到小鎮進行演員甄選，並在2025年4月至5月完成排演。該全新力作將在2025年的會昌戲劇季003完成世界首演。 

## 作品
- 《西班牙國王》（The King of Spain，1969年）
- 《佛洛依得的生命與時光》（The Life and Times of Sigmund Freud，1969年）
- 《聾人一瞥》 （Deafman Glance，與雷蒙·安得魯（英语：Raymond Andrews）一起創作，1971年）
- 《KA山與Guardenia台地》（KA MOUNTain and GUARDenia Terrace，1972年）
- 《史達林的生命與時光》（The Life and Times of Joseph Stalin，1973年）
- 《維多利亞女皇的信》（A Letter from Queen Victoria，1974年）
- 《沙灘上的愛因斯坦》（Einstein on the Beach，與菲力普·葛拉斯合作，1976年）
- 《死亡毀滅與底特律》 （Death Destruction & Detroit，1979年）
- 《死亡毀滅與底特律二》 （Death Destruction & Detroit II，1987年）
- 《黑騎士：十二顆神奇子彈》（The Black Rider: The Casting of the Twelve Magic Bullets，和威廉·柏洛茲與汤姆·威茨共同創作， 1990年）
- 《愛麗絲》（Alice，音樂劇，與汤姆·威茨共同創作，1992年）
- 《胡錫傳》（Woyzeck，劇本，與汤姆·威茨共同創作，2002年）
- Jean de La Fontaine's The Fables，2004年

## 外部連結
- 羅伯威爾森官方網站 （页面存档备份，存于）－英文
- 英國Design Museum的介紹 （页面存档备份，存于）－英文